# Ветренка (приток Холовы)
Ветренка — река в России, протекает в Крестецком районе Новгородской области. Устье реки находится на 16-м км правого берега реки Холова. Длина реки составляет 12 км.
По берегам реки стоят деревни Ветренка и Холова (у устья) Винского сельского поселения.

## Данные водного реестра
По данным государственного водного реестра России относится к Балтийскому бассейновому округу, водохозяйственный участок реки — Мста без р. Шлина от истока до Вышневолоцкого г/у, речной подбассейн реки — Волхов. Относится к речному бассейну реки Нева (включая бассейны рек Онежского и Ладожского озера).
Код объекта в государственном водном реестре — 01040200212102000021558.